# Miro-myeon
Miro-myeon (koreanska: 미로면) är en socken i kommunen Samcheok i  provinsen Gangwon i den nordöstra delen av Sydkorea,  190 km öster om huvudstaden Seoul.